# Qalamzanī
Qalamzanī (persiska: قلمزنی) är en bondby i Iran.   Den ligger i provinsen Hormozgan, i den sydöstra delen av landet, 1 100 km sydost om huvudstaden Teheran. Qalamzanī ligger 215 meter över havet och antalet invånare är 282.
Terrängen runt Qalamzanī är platt åt nordost, men åt sydväst är den kuperad. Runt Qalamzanī är det ganska glesbefolkat, med 25 invånare per kvadratkilometer. Närmaste större samhälle är Kam Kart, 13,4 km norr om Qalamzanī. Trakten runt Qalamzanī är ofruktbar med lite eller ingen växtlighet.